# جام جهانی راگبی ۲۰۱۹

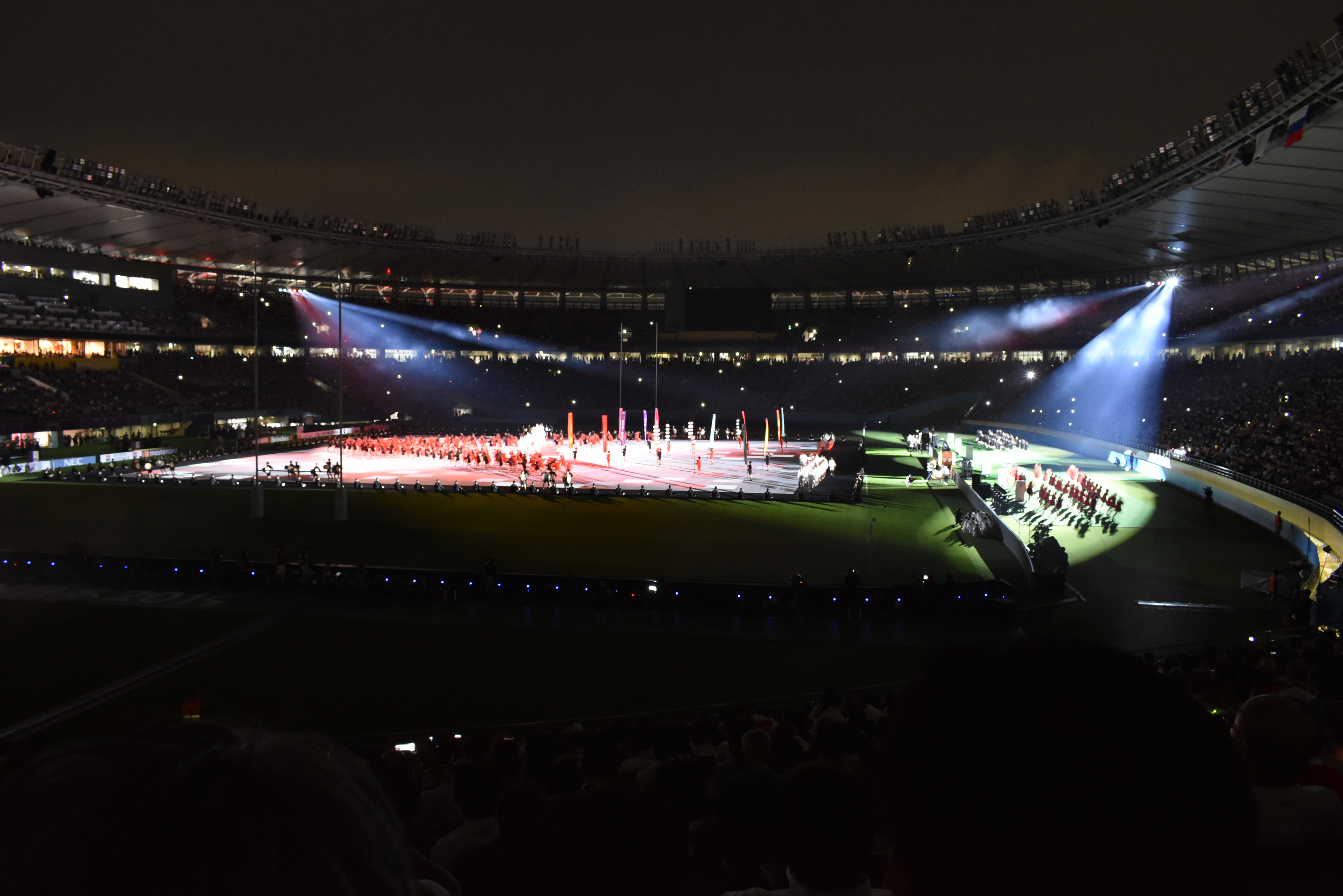
جشن افتتاحیه جام جهانی راگبی در سال ۲۰۱۹ در ورزشگاه توکیو

جام جهانی راگبی (۲۰۱۹) (انگلیسی: 2019 Rugby World Cup) نهمین دوره مسابقات جام جهانی راگبی بود که هر چهار سال یکبار این دور از مسابقات برگزار می‌شود. از ۲۰ سپتامبر تا ۲ نوامبر ژاپن میزبان این مسابقات بود که در ۱۲ مکان در سراسر کشور این مسابقات را برگزار کرد. بازی افتتاحیه در ورزشگاه توکیو در چوفو، توکیو و بازی نهایی در ورزشگاه بین‌المللی یوکوهاما در یوکوهاما برگزار شد. این اولین باری بود که این مسابقات در آسیا و خارج از کشورهای سنتی راگبی درجه ۱ برگزار می‌شد.
در بازی نهایی، آفریقای جنوبی با نتیجه ۳۲–۱۲ بر تیم انگلیس به پیروزی رسید، و در بازی رده‌بندی نیوزلند مدافع عنوان قهرمانی بعد از پیروزی بر ولز مقام سوم این مسابقات را کسب کرد.